# 维萨诺
维萨诺（義大利語：Visano），是意大利布雷西亚省的一个市镇。总面积11.21平方公里，人口1912人，人口密度170.6人/平方公里（2009年）。国家统计（ISTAT）代码为017203。